# Покупско
Покупско (на хърватски: Pokupsko) е община в Загребска жупания, Хърватия. Според преброяването от 2011 г. има 2224 жители, мнозинството от които са хървати.